# Piula d'esperons gorjagroga
La piula d'esperons gorjagroga (Macronyx croceus) és un ocell de la família dels motacíl·lids (Motacillidae).

## Hàbitat i distribució
Habita sabanes amb acàcies al Senegal i Gàmbia cap a l'est fins Camerun, sud de la República Centreafricana, sud del Sudan, Sudan del Sud, Uganda, Kenya i sud de Somàlia i, més cap al sud, al nord-oest d'Angola, sud-oest, nord, nord-est i est de la República Democràtica del Congo, Burundi i sud i est deTanzània, mes cap al sud, a través de l'est de Zàmbia, Malawi, est de Zimbabwe i Moçambic fins l'est de Sud-àfrica.